# Ectrepesthoneura canadensis
Ectrepesthoneura canadensis är en tvåvingeart som beskrevs av Zaitzev 1993. Ectrepesthoneura canadensis ingår i släktet Ectrepesthoneura och familjen svampmyggor.
Artens utbredningsområde är British Columbia. Inga underarter finns listade i Catalogue of Life.